# مؤشر الأداء البيئي

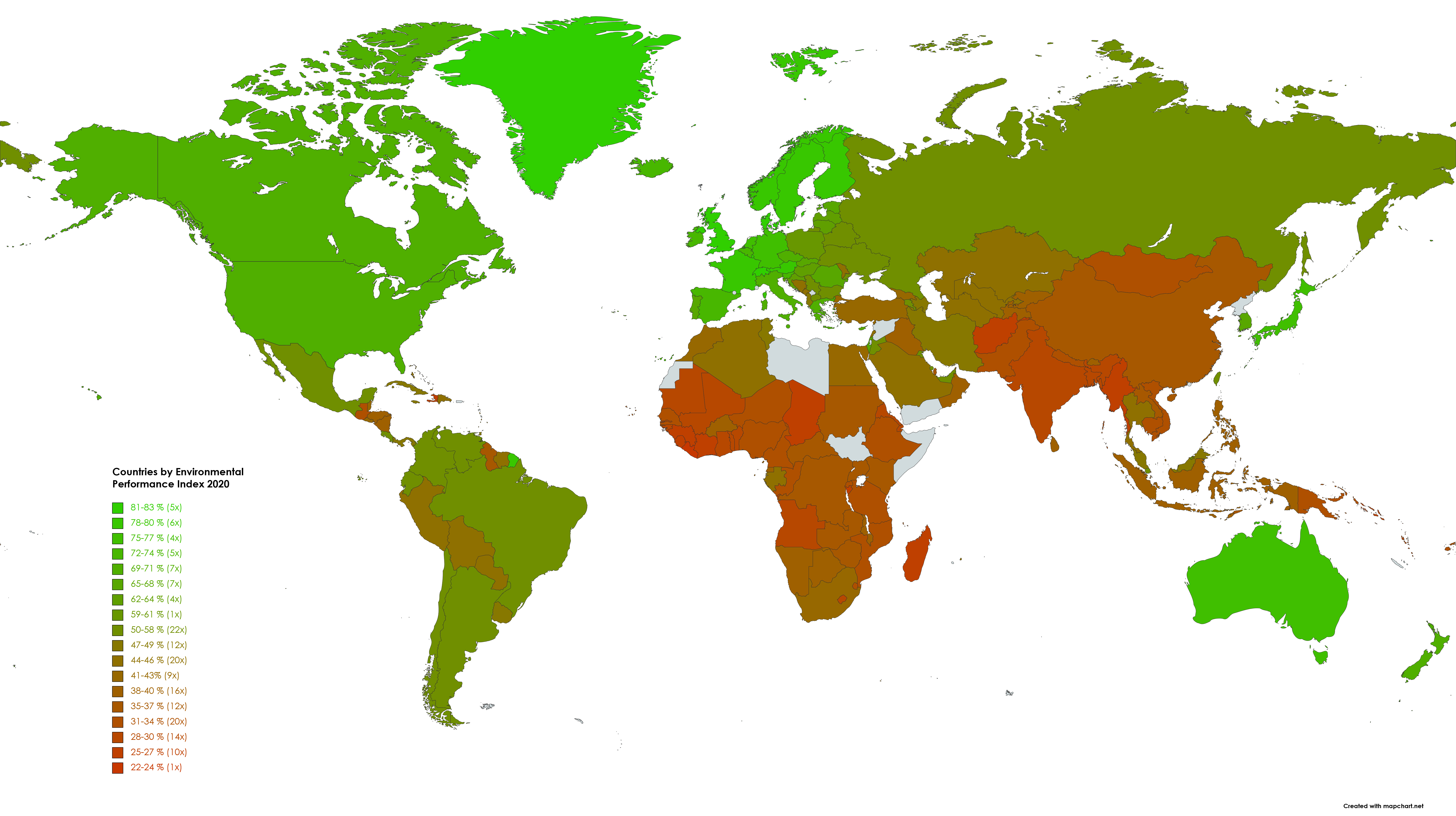
دول العالم طبقا لمؤشر الأداء البيئي لعام 2020.

مؤشر الأداء البيئي (بالإنجليزية: Environmental Performance Index) هو طريقة لقياس الأداء البيئي الرقمي والكمي لسياسات دولة ما. تطور هذا المؤشر من مؤشر الأداء البيئي التجريبي، الذي نشر لأول مرة في عام 2002، وصُمم ملحقًا للأهداف البيئية المحددة في أهداف الأمم المتحدة الإنمائية للألفية.
سبق مؤشر الأداء البيئي مؤشر الاستدامة البيئية (إي إس آي)، الذي نُشر بين عامي 1999 و2005. طور كلا المؤشرين جامعة ييل (مركز ييل للقوانين والسياسات البيئية) وجامعة كولومبيا (مركز شبكة معلومات علوم الأرض الدولية) بالتعاون مع المنتدى الاقتصادي العالمي ومركز الأبحاث المشترك التابع للمفوضية الأوروبية. تم تطوير مؤشر الاستدامة البيئية لتقييم الاستدامة البيئية مقارنةً بمسارات البلدان الأخرى. نظرًا لحدوث تحول في تركيز الفرق المطورة لمؤشر الاستدامة البيئية، فإن مؤشر الأداء البيئي يستخدم مؤشرات موجهة نحو النتائج، وبالتالي يعمل كمؤشر مرجعي يمكن استخدامه بسهولة أكبر من جانب صانعي السياسة، وعلماء البيئة والمحامين والعامة. توفر المؤشرات الرائدة الأخرى كمؤشر الاقتصاد الأخضر العالمي (جي جي إي آي) مقياسًا متكاملًا للديناميكيات الاقتصادية والاجتماعية والبيئية للاقتصادات الوطنية. يستخدم مؤشر الاقتصاد الأخضر العالمي بيانات مؤشر الأداء البيئي المتعلقة بالبعد البيئي للمؤشر، مع توفير تقييم أداء لقطاعات الكفاءة (كالنقل والمباني والطاقة)، والاستثمارات والابتكارات الخضراء والقيادة الوطنية المتعلقة بالتغير المناخي.
يصنف مؤشر الأداء البيئي لعام 2022 نحو 180 دولة. الدول الخمس الأوائل هي الدنمارك والمملكة المتحدة وفنلندا ومالطا والسويد. احتلت الهند المرتبة الأخيرة رقم 180 بدرجة 18.9.

## المنهجية
تتغير متغيرات حساب مؤشر الأداء البيئي كما هو موضح في الأسفل. يجب أن يؤخذ ذلك بالحسبان عند مراقبة أداء دولة ما من خلال عدة تقارير، لأنه قد يؤدي إلى تغيرات في الدرجة والترتيب بناء على تغير المنهجية فقط. بعيدًا عن المتغيرات التي تعنون صحة البيئة وحيوية النظام البيئي، فإن الحساب يأخذ أيضًا بعين الاعتبار متغيرات أخرى مثل سيادة القانون، ومكافحة الفساد وفعالية الحكومة.

### متغيرات عام 2020[7]
| الهدف                     | فئة المشكلة                 | المؤشر                                  |
| الصحة البيئية (40%)       | جودة الهواء (65%)           | تلوث الهواء- الوقود الصلب المنزلي (40%) |
| الصحة البيئية (40%)       | جودة الهواء (65%)           | تلوث الهواء- معدل التعرض لPM2.5 (30%)   |
| الصحة البيئية (40%)       | جودة الهواء (65%)           | تلوث الهواء- تجاوز PM2.5 للحد (30%)     |
| الصحة البيئية (40%)       | جودة المياه (30%)           | التطهير غير الآمن (50%)                 |
| الصحة البيئية (40%)       | جودة المياه (30%)           | جودة مياه الشرب (50%)                   |
| الصحة البيئية (40%)       | المعادن الثقيلة (5%)        | التعرض للرصاص (100%)                    |
| حيوية النظام البيئي (60%) | التنوع الحيوي والموطن (25%) | المحميات البحرية (20%)                  |
| حيوية النظام البيئي (60%) | التنوع الحيوي والموطن (25%) | حماية الموطن البيئي (عالميًا) (20%)      |
| حيوية النظام البيئي (60%) | التنوع الحيوي والموطن (25%) | حماية الموطن البيئي (قوميًا) (20%)       |
| حيوية النظام البيئي (60%) | التنوع الحيوي والموطن (25%) | مؤشر حماية الأنواع (20%)                |
| حيوية النظام البيئي (60%) | التنوع الحيوي والموطن (25%) | مؤشر تمثيلي (10%)                       |
| حيوية النظام البيئي (60%) | التنوع الحيوي والموطن (25%) | مؤشر الموطن للأنواع (10%)               |
| حيوية النظام البيئي (60%) | الغابات (10%)               | فقدان الغطاء الشجري (100%)              |
| حيوية النظام البيئي (60%) | المسامك (10%)               | حالة المخزون السمكي (50%)               |
| حيوية النظام البيئي (60%) | المسامك (10%)               | المؤشر الإقليمي للتغذية البحرية (50%)   |
| حيوية النظام البيئي (60%) | المناخ والطاقة (30%)        | انبعاثات غاز CO2 (كاملة) (50%)          |
| حيوية النظام البيئي (60%) | المناخ والطاقة (30%)        | انبعاثات غاز CO2 (الطاقة) (20%)         |
| حيوية النظام البيئي (60%) | المناخ والطاقة (30%)        | انبعاثات غاز الميثان (20%)              |
| حيوية النظام البيئي (60%) | المناخ والطاقة (30%)        | انبعاثات غاز N2O (5%)                   |
| حيوية النظام البيئي (60%) | المناخ والطاقة (30%)        | انبعاثات الكربون الأسود (5%)            |
| حيوية النظام البيئي (60%) | تلوث الهواء (10%)           | انبعاثات SO2 (50%)                      |
| حيوية النظام البيئي (60%) | تلوث الهواء (10%)           | انبعاثات NOX (50%)                      |
| حيوية النظام البيئي (60%) | مصادر المياه (10%)          | معالجة مياه الصرف (100%)                |
| حيوية النظام البيئي (60%) | الزراعة (5%)                | إدارة المغذيات الدائمة (100%)           |

متغيرات عام 2018
تعد متغيرات عام 2018 مشابهة كثيرًا لمتغيرات عام 2016، لكنها تغيرت في بعض التفاصيل والأوزان. من الجدير بالذكر أن الصحة البيئية تقدر الآن بنسبة 40%، بينما تبلغ حيوية النظام البيئي 60%.
| الهدف                     | فئة المشكلة                 | المؤشر                                              |
| الصحة البيئية (40%)       | التأثيرات الصحية (33%)      | التعرض للخطر البيئي (100%)                          |
| الصحة البيئية (40%)       | جودة الهواء (33%)           | جودة الهواء المحلية (30%)                           |
| الصحة البيئية (40%)       | جودة الهواء (33%)           | تلوث الهواء- معدل التعرض لPM2.5 (30%)               |
| الصحة البيئية (40%)       | جودة الهواء (33%)           | تلوث الهواء- تجاوز PM2.5 للحد (30%)                 |
| الصحة البيئية (40%)       | جودة الهواء (33%)           | تلوث الهواء- معدل التعرض لNO2 (10%)                 |
| الصحة البيئية (40%)       | المياه وتطهيرها (33%)       | التطهير غير الآمن (50%)                             |
| الصحة البيئية (40%)       | المياه وتطهيرها (33%)       | جودة مياه الشرب (50%)                               |
| حيوية النظام البيئي (60%) | مصادر المياه (25%)          | معالجة مياه الصرف (100%)                            |
| حيوية النظام البيئي (60%) | الزراعة (10%)               | فعالية استخدام النيتروجين (75%)                     |
| حيوية النظام البيئي (60%) | الزراعة (10%)               | توازن النيتروجين (25%)                              |
| حيوية النظام البيئي (60%) | الغابات (10%)               | تغير الغطاء الغابوي (100%)                          |
| حيوية النظام البيئي (60%) | المسامك (5%)                | مخازن السمك (100%)                                  |
| حيوية النظام البيئي (60%) | التنوع الحيوي والموطن (25%) | المحميات البرية (أوزان الموطن البيئي المحلي) (20%)  |
| حيوية النظام البيئي (60%) | التنوع الحيوي والموطن (25%) | المحميات البرية (أوزان الموطن البيئي العالمي) (20%) |
| حيوية النظام البيئي (60%) | التنوع الحيوي والموطن (25%) | المحميات البحرية (20%)                              |
| حيوية النظام البيئي (60%) | التنوع الحيوي والموطن (25%) | حماية الأنواع (قوميًا) (20%)                         |
| حيوية النظام البيئي (60%) | التنوع الحيوي والموطن (25%) | حماية الأنواع (عالميًا) (20%)                        |
| حيوية النظام البيئي (60%) | المناخ والطاقة (25%)        | اتجاه كثافة الانبعاث (75%)                          |
| حيوية النظام البيئي (60%) | المناخ والطاقة (25%)        | اتجاه انبعاثات CO2 في الكيلو واط الساعي (25%)       |